# 카탈루냐 독립의 길

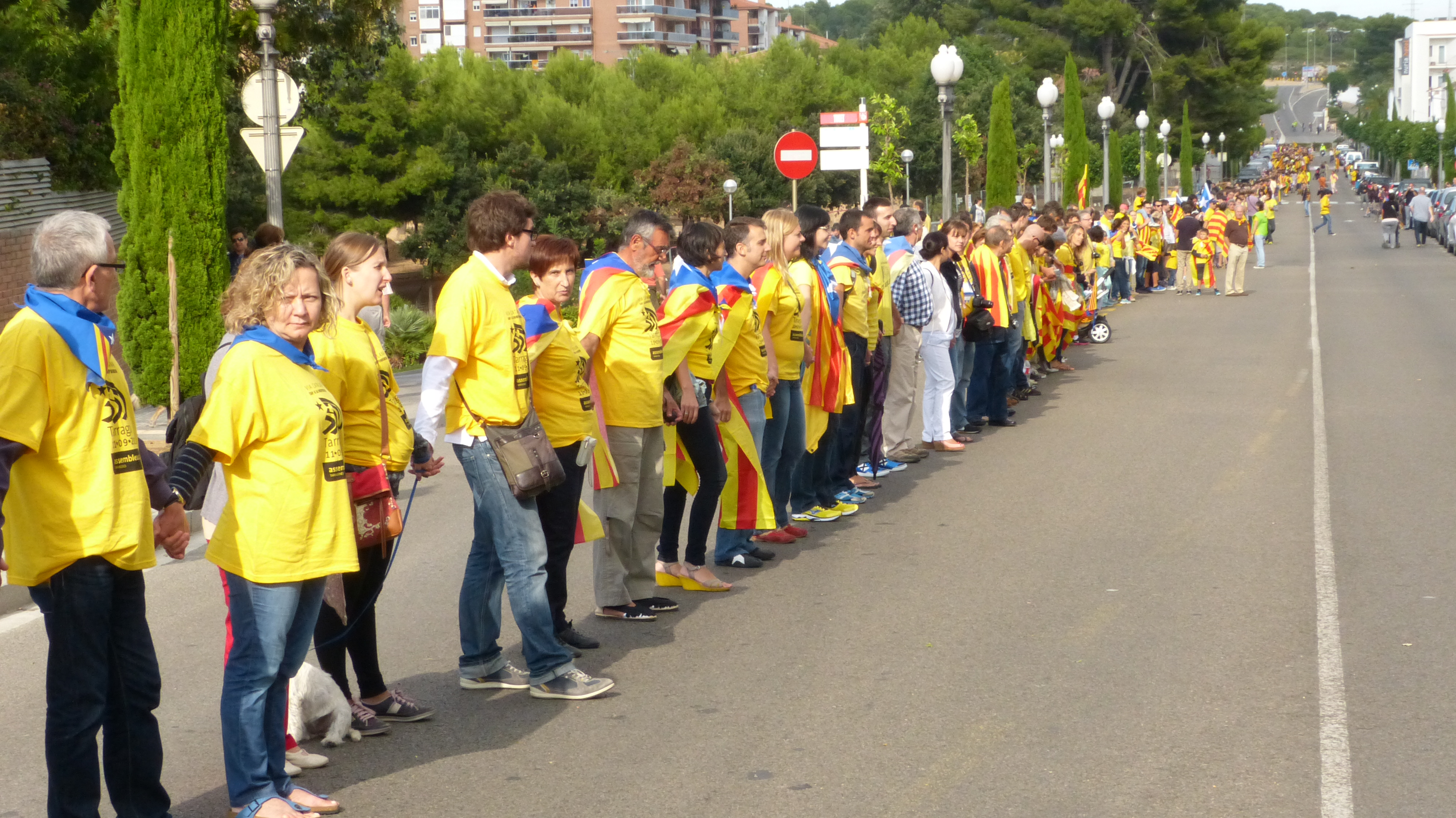

카탈루냐 독립의 길(카탈루냐어: Via Catalana cap a la Independència)은 스페인 카탈루냐 지방의 독립을 요구하는 주민이 2013년 9월 11일 손을 잡고 만든 인간 체인 같은 길이다. 카탈루냐 국경일이기도 한 이 날에는 카탈루냐에 있는 86개 지방 자치체의 협력하에 50만 명 이상의 주민이 참여하여, 노랑, 빨강, 파랑의 독립 깃발을 들고 손을 잡고 서로 400km 인간 사슬을 만들어 독립을 위한 주민 선거를 요구했다.

## 같이 보기
- 발트의 길